# Baptiste Erdocio
Baptiste Erdocio (Francia, 13 de marzo de 2000) es un jugador profesional francés de rugby que se desempeña en la posición de pilar derecho en Montpellier Hérault Rugby, equipo perteneciente a la liga Top 14.

## Carrera
Erdocio es un jugador de formación francesa (JIFF). Comenzó su carrera deportiva con el equipo Bidart Union Club, en el cual jugó nueve temporadas (2005-2014), después pasó a Biarritz Olympique Pays Basque (2014-2023), luego a Montpellier Hérault Rugby, donde lleva jugando una temporada.